# Théâtre romain de Ferento
Le théâtre romain de Ferento est un édifice de spectacle de type théâtre romain antique construit dans la ville antique de Ferento, près de Viterbe en Italie.
Il est édifié dans les premières décennies de notre ère, mais il est partiellement reconstruit au IIe siècle. Transformé en forteresse au Ve siècle, il est saccagé au XIIe siècle. Il fait l'objet de fouilles à partir du début du XXe siècle.
Il est dans un bon état de conservation, même si certaines des restaurations dont il a fait l'objet n'ont pas été les plus respectueuses de son architecture d'origine.

## Contexte géographique, historique et archéologique
Le site antique occupe un plateau en forme de triangle d'une trentaine d'hectares au nord-nord-est de la ville contemporaine de Viterbe. Après un début d'occupation étrusque, il atteint son plein développement à l'époque impériale.
La Via Ferentana (en latin Via Ferentiensis), tangente au nord le théâtre qui est, lui, tourné vers le sud ; elle traverse Ferento de l'ouest à l'est (decumanus maximus). Cette voie et le mur de scène du théâtre sont parallèles.

## Chronologie du monument
La construction du théâtre a vraisemblablement lieu dans les deux premières décennies du Ier siècle apr. J.-C. mais le bâtiment de scène est reconstruit et son décor renouvelé au IIe siècle. Au Ve siècle la cité est érigée en diocèse et fortifiée ; le théâtre, réaménagé, est intégré à ce dispositif défensif. Il est détruit en 1172, comme l'ensemble de Ferento, par la population de la ville voisine de Viterbe.
C'est en 1588 que les premières recherches sur le site sont mentionnées — il est possible que le théâtre, monument imposant, ait fait l'objet d'études dès le milieu du XVIe siècle — mais les premières véritables fouilles à Ferento ne remontent qu'au début du XIXe siècle. Les recherches plus spécifiquement centrées sur le théâtre commencent en 1900. Le théâtre est restauré à l'occasion de ces campagnes.
Un important travail de restauration et de reconstruction des gradins, afin d'y accueillir à nouveau des spectateurs, à lieu dans les années 1960.
À compter de 2004, le site n'est plus ouvert qu'à l'occasion de visites guidées et lors de manifestations culturelles estivales.

## Description
Le théâtre est implanté sur un terrain plat et il fait face au sud-sud-est. Sa cavea mesure près de 62 m de diamètre et son orchestra est en forme de demi-cercle d'un diamètre de 23 m. Dans ces conditions, sa capacité est évaluée à 2 600 ou 3 250 spectateurs selon les auteurs.
Ses gradins en pierre sont dans l'ensemble bien conservés mais la restauration qui en a affecté une partie n'a pas respecté les caractéristiques d'origine. L'arcade composée de vingt-six arcs qui ceinture extérieurement la cavea et dont le premier niveau est presque intégralement conservé a également été restaurée.
Pluseurs techniques de construction et des matériaux variés sont mis en œuvre : la cavea et l'arcade extérieure sont construites en opus quadratum de pépérin d'origine locale, le parement des murs de ses vomitoires et de son mur de scène fait largement appel à l'opus reticulatum et les aménagements supérieurs de la scène, datant de la phase de reconstruction, sont en briques. L'orchestra est pavée de dalles rectangulaires disposées perpendiculairement à la scène.
Son architecture se singularise par la présence de deux cages d'escaliers plaquées contre son mur périphérique. Elles permettent aux spectateurs de gagner directement, depuis le sol à l'arrière du monument, le sommet de la cavea et complètent les accès par les vomitoires ; leur mise en place oblige à occulter certains des arcs de l'arcade périphérique. Le même dispositif est adopté pour d'autres théâtres comme ceux d'Agen (France) ou de Kourion (Chypre), contemporains de celui de Ferento,.
Les niches de la scène, de part et d'autre de la porte axiale de celle-ci, sont occupées par des statues figurant les Muses et par une copie du Pothos de Scopas. Ces statues sont conservées au musée national étrusque de Viterbe.

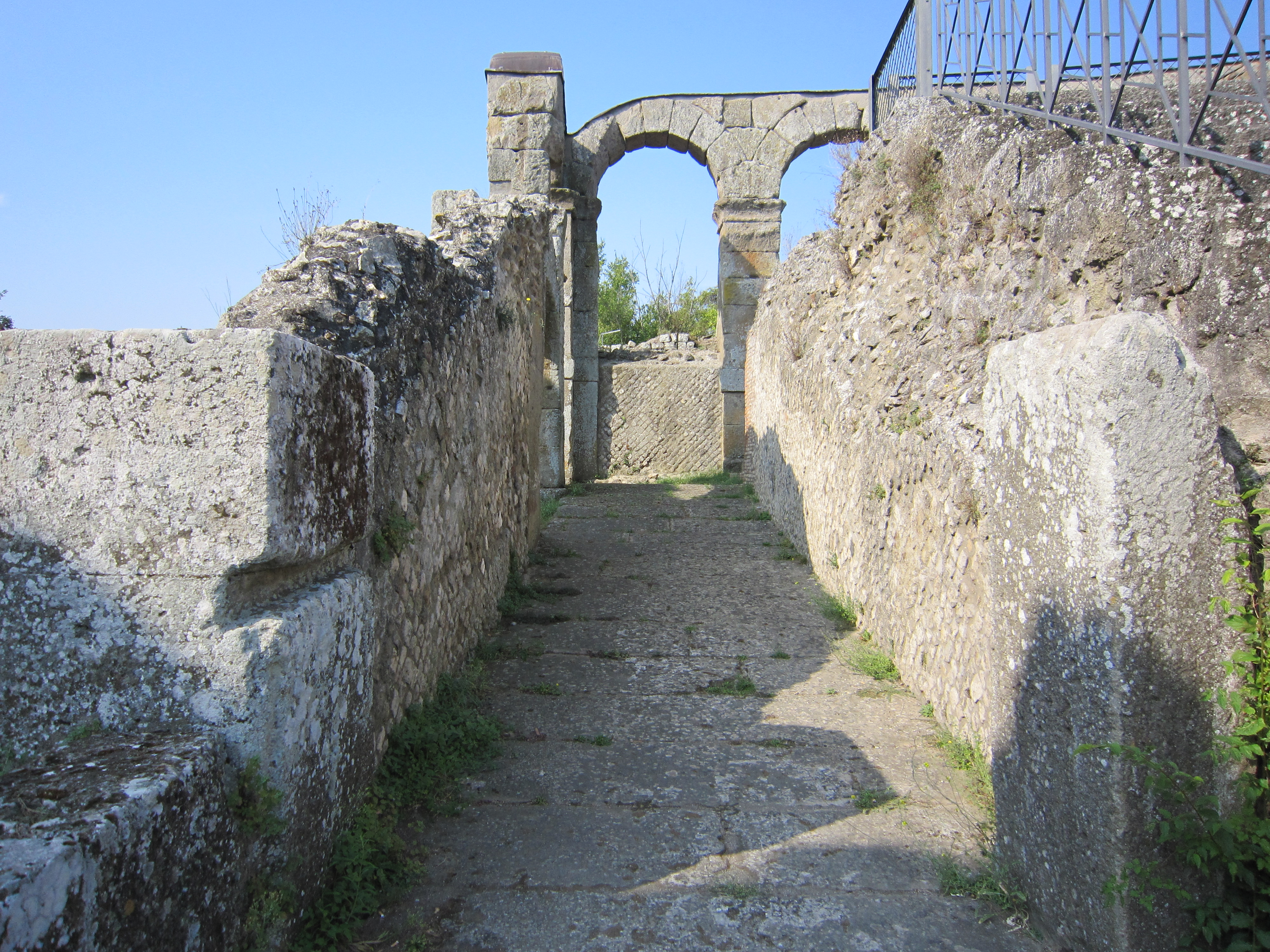
Vomitoire.
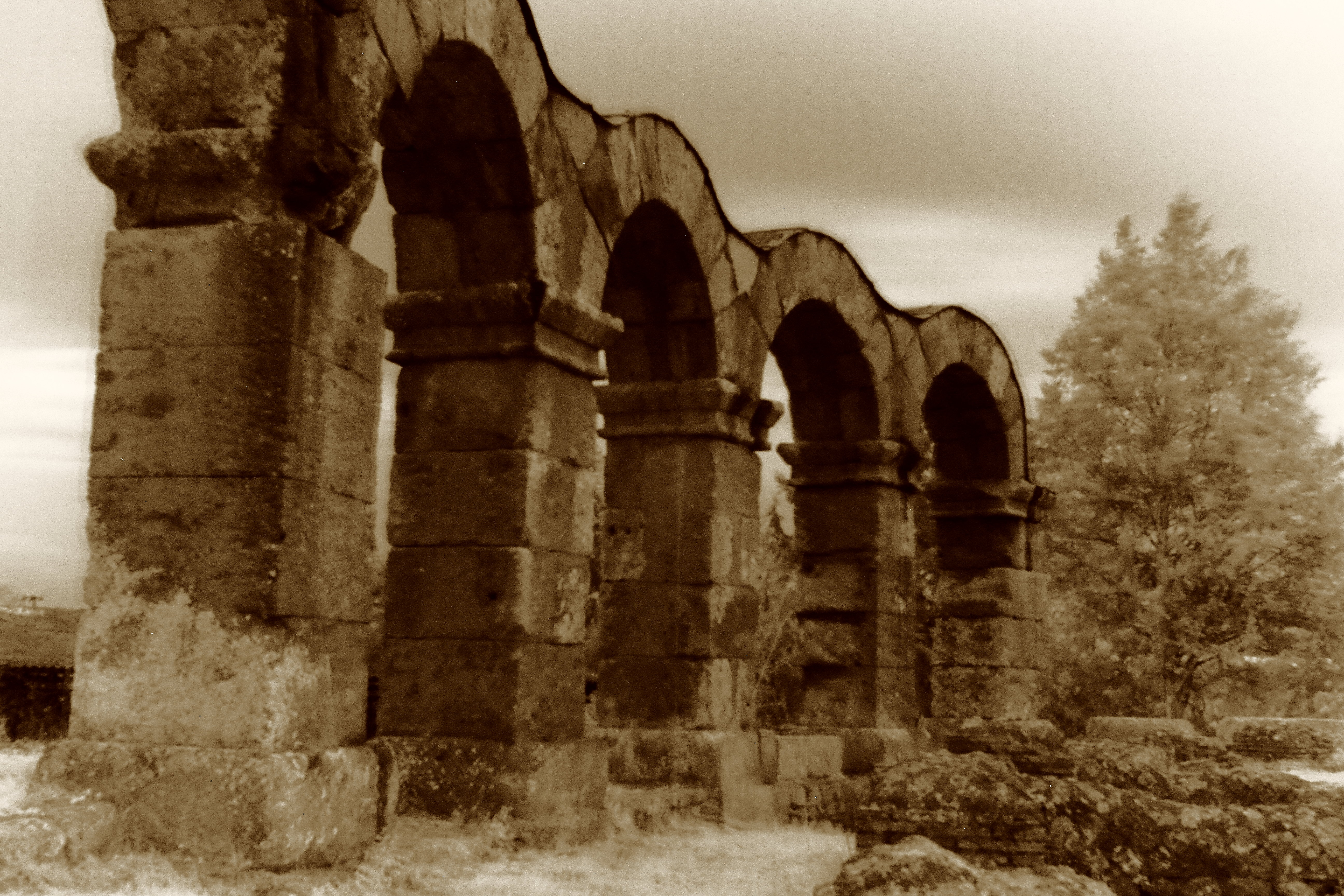
Arcade extérieure en opus quadratum.
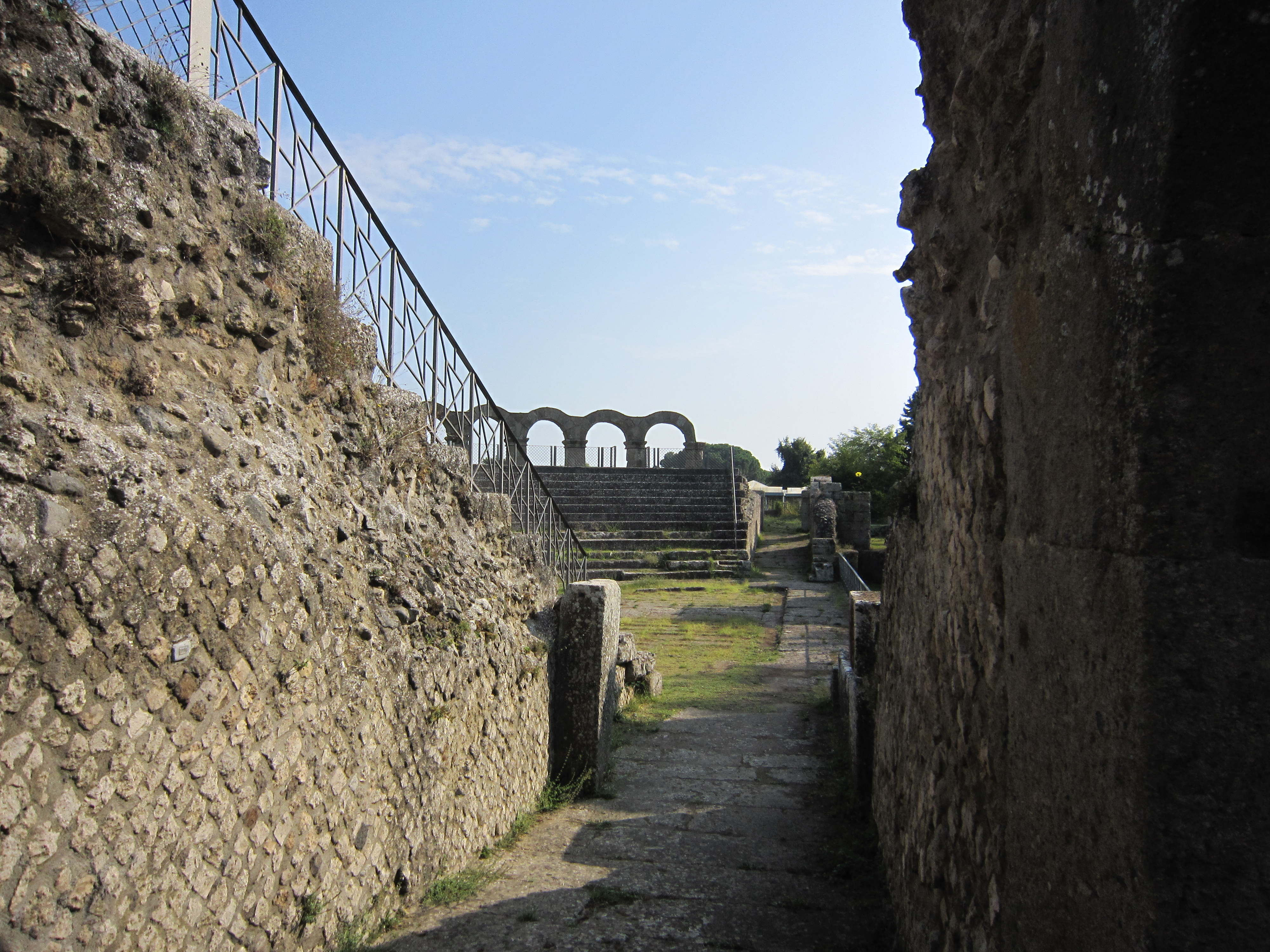
Mur en opus reticulatum.
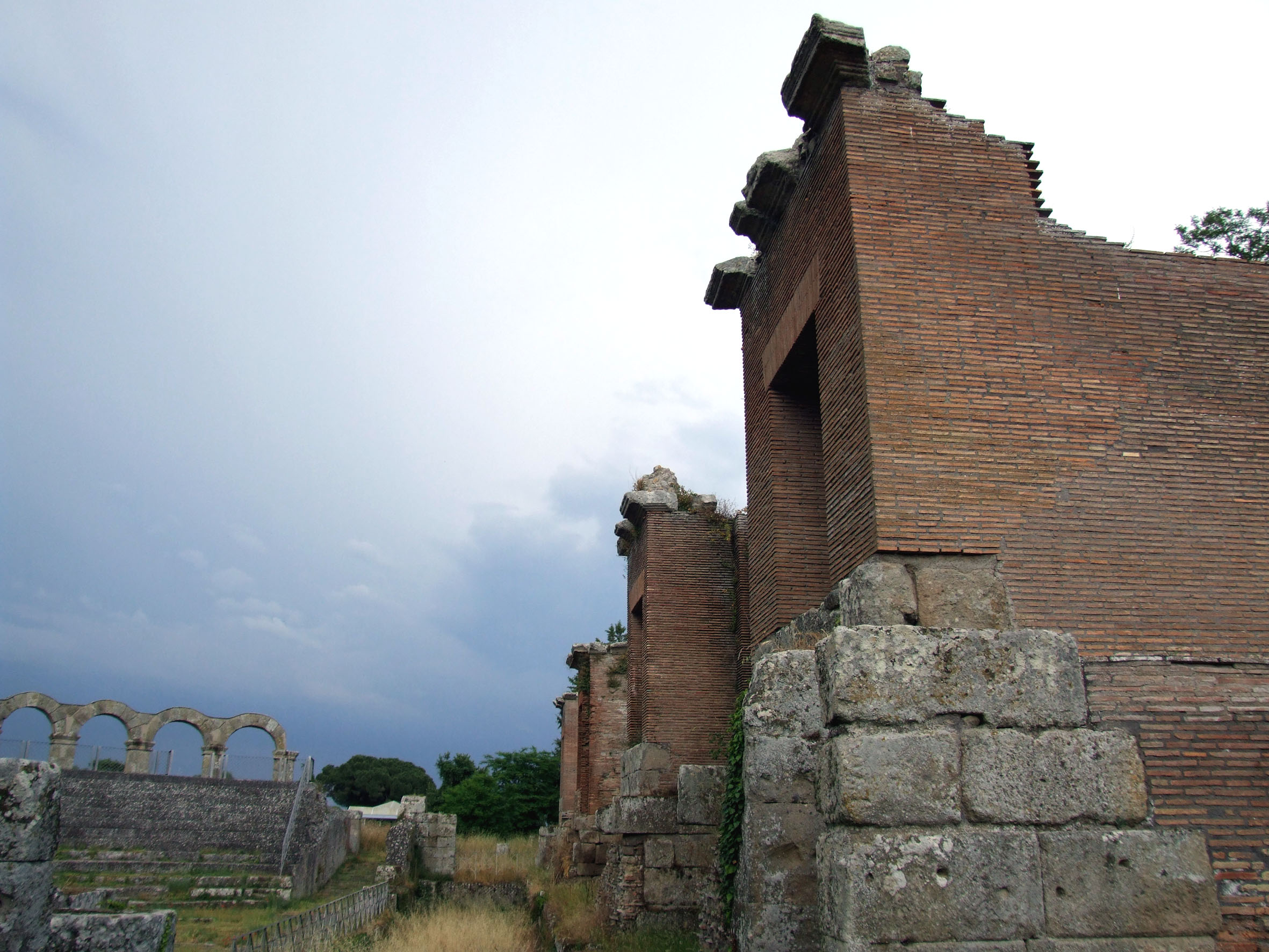
Bâtiment de scène en briques.
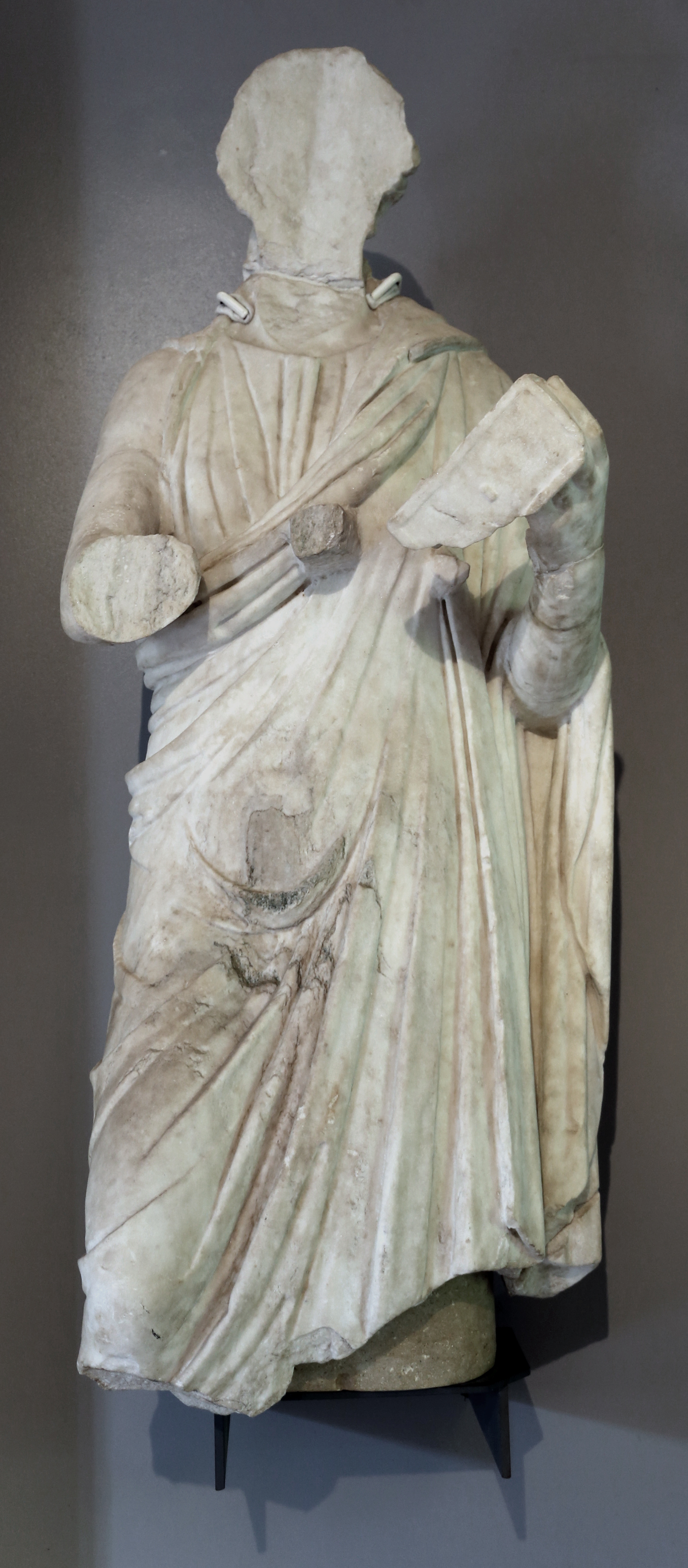
Clio (Muse).
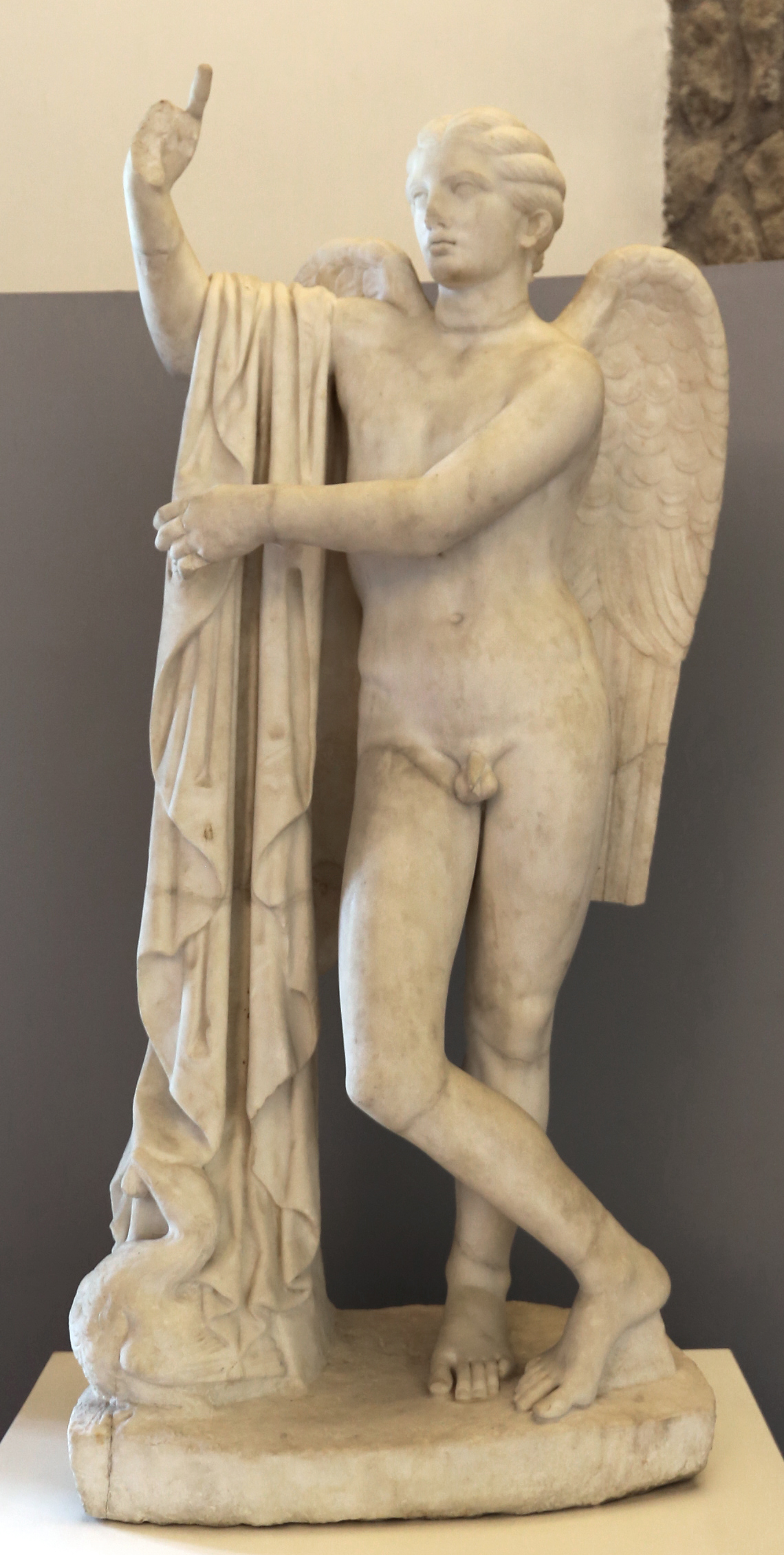
Copie du Pothos de Scopas.